# Jose Levy (actor)
Jose Levy (Portsmouth, 29 de junio de 1884-6 de octubre de 1936) fue un actor y director teatral inglés que intentó importar la estética tétrica del teatro francés Grand Guignol para audiencias de Londres.
Juan José Levy nació en Portsmouth, Inglaterra, y estudió en la Escuela de Comercio de Lausana (Suiza).
En 1920, Juan José Levy abrió el Teatro Grand Guignol localizado en el distrito de Strand de Londres. Las producciones de Levy incluyeron actuaciones de la actriz inglesa Sybil Thorndike, que también interpretó el papel de Juana de Arco en la obra Santa Juana, de George Bernard Shaw. Durante su temporada inaugural, la compañía de Levy protagonizó obras de teatro tales como Hand of Death, de André de Lorde.
El experimento de Grand Guignol terminó en 1922 cuando Juan José Levy fue censurado por el departamento del Lord Chambelán de Inglaterra. Al anunciar su desaparición, Levy declaró que "la razón por la que Grand Guignol termina es por la rigidez de la censura... es imposible continuar mientras el Departamento del Lord Chamberlain sigue planteando tantas dificultades".
En marzo de 1934, Levy recibió la Legión de Honor por el reconocimiento de sus contribuciones al teatro francés en Inglaterra.
En un obituario publicado el 10 de octubre de 1936 en The Times, James Agate alabó la pasión de Juan José Levy por el teatro. Escribió que "a diferencia de muchos directores de teatro, (Levy) estaba intensamente interesado en él. El hecho de que la dirección de un teatro fuera su negocio nunca destruyó su amor por el drama como un arte".